# دریاچه الما (ایندیانا)
دریاچه الما، ایندیانا (به انگلیسی: Alma Lake, Indiana) یک منطقهٔ مسکونی در ایالات متحده آمریکا است که در ایندیانا واقع شده‌است.

## خصوصیات
دریاچه الما ۲۳۳ متر بالاتر از سطح دریا واقع شده‌است.